# كارل باكمان
كارل باكمان (بالسويدية: Karl Backman)‏ هو مغني ورسام وعازف قيثارة سويدي، ولد في 27 أكتوبر 1970 في أوميو في السويد.

## وصلات خارجية
- كارل باكمان على موقع ميوزك برينز (الإنجليزية)
- كارل باكمان على موقع ديسكوغز (الإنجليزية)

- الموقع الرسمي